# Rhesala nasionalis
Rhesala nasionalis là một loài bướm đêm trong họ Noctuidae.